# Torfianoje (stacja kolejowa)
Torfianoje (ros. Торфяное) – stacja kolejowa pomiędzy miejscowościami Torfianoje i Pridorożnaja, w rejonie czudowskim, w obwodzie nowogrodzkim, w Rosji. Położona jest na linii Petersburg – Moskwa.